# Barranco del Infierno

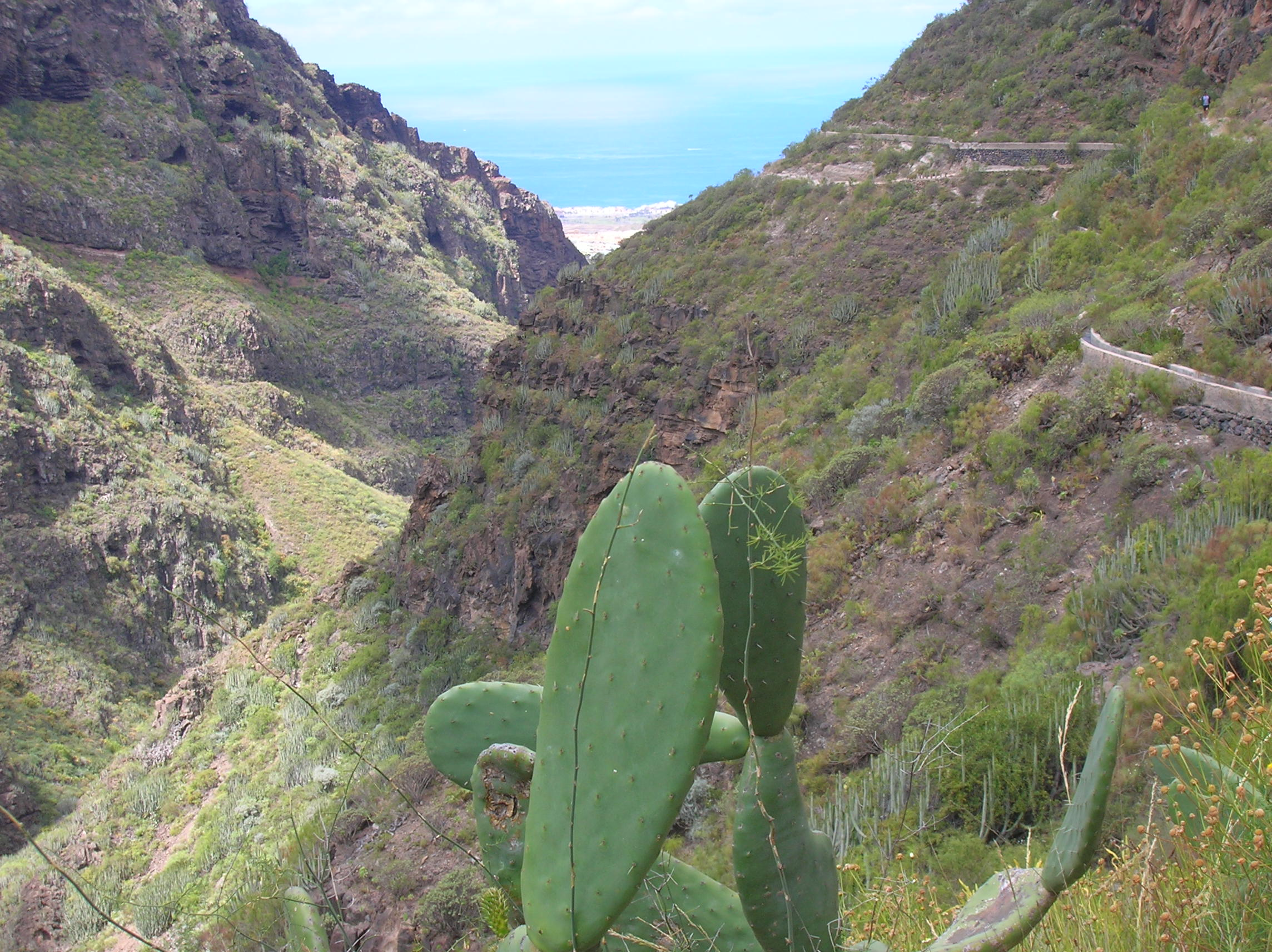
Barranco del Infierno (Blick Richtung Meer)

Im Südwesten von Teneriffa bei der Stadt Adeje befindet sich die Barranco del Infierno (Höllenschlucht), die zu den spektakulärsten Barrancos der Insel zählt und daher ein beliebtes Ausflugsziel ist. 
Archäologische Funde belegen, dass schon die Guanchen in dieser Gegend gelebt haben. Später nutzten dann die spanischen Siedler das Wasser der Schlucht, kanalisierten es und leiteten es zu den näher am Meer liegenden Ortschaften. Außerdem schufen sie terrassenförmige Gärten an den Steilhängen, um diese landwirtschaftlich nutzen zu können.
Heute wird die einzigartige Landschaft der Schlucht speziell geschützt, sie ist nun Teil des Naturschutzgebietes Reserva Natural Especial del Barranco del Infierno.

## Besichtigungen

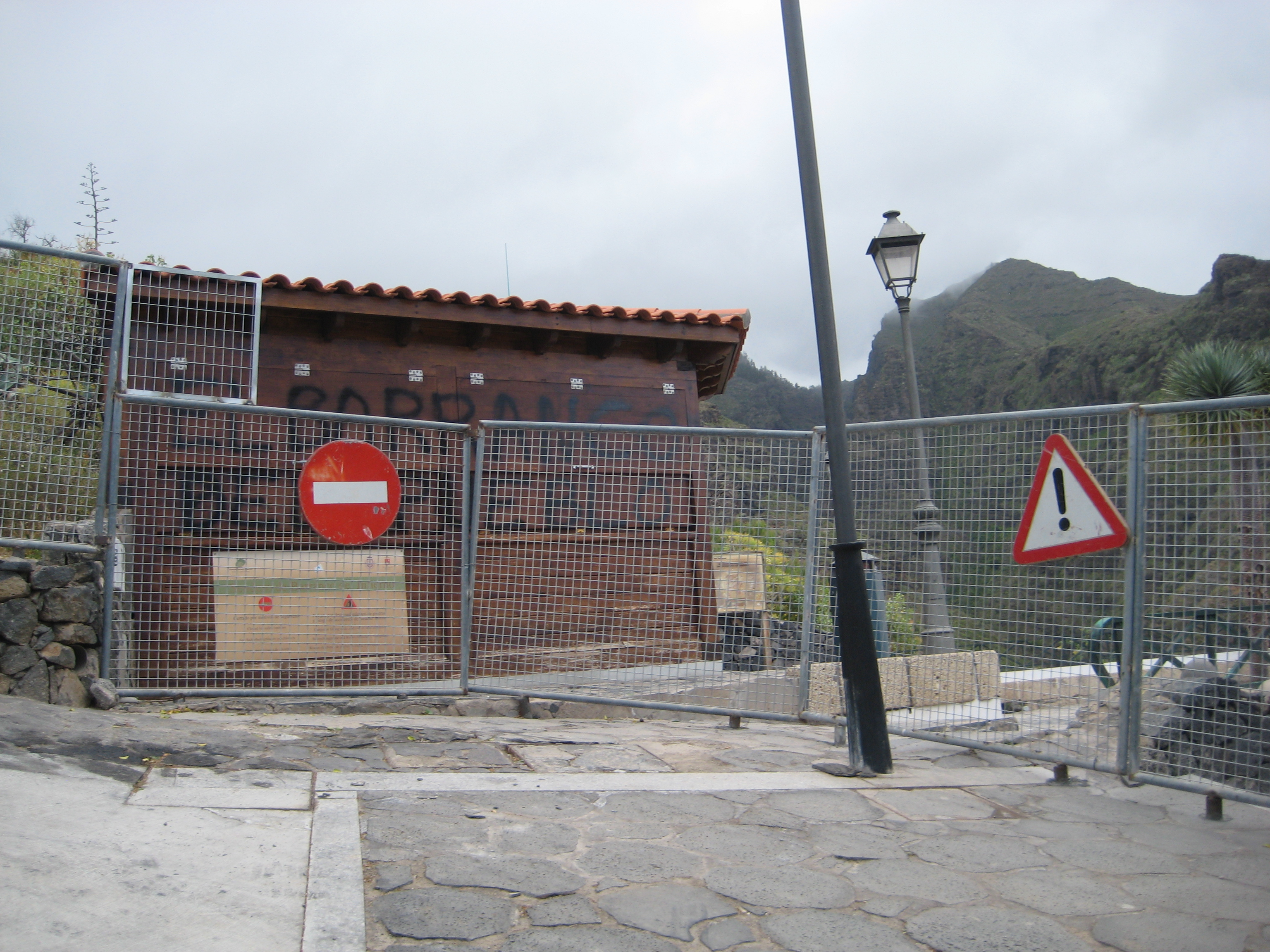
Sperrzaun am Eingang

Ein Wanderweg in die Schlucht beginnt in Adeje, oberhalb der Casa Fuerte. Seit 2004 muss hier ein kleiner Eintritt bezahlt werden und die maximale Zahl der gleichzeitigen Besucher und der Besucher pro Tag sind beschränkt, Voranmeldungen sind daher unter Umständen sinnvoll. Der Wanderweg ist hin und zurück 6,3 Kilometer lang und der maximale Höhenunterschied beträgt 200 Meter, wodurch der Schwierigkeitsgrad der Wanderung eher gering ist.
Die Höllenschlucht zeichnet sich durch eine abwechslungsreiche Flora und Fauna aus, am Ende der Schlucht erreicht man darüber hinaus einen kleinen Wasserfall, der aus etwa 80 Metern in die Tiefe fällt und dessen Wassermenge abhängig von der Jahreszeit stark schwankt. Der Wasserfall und der sich daran anschließende Bach sollen das einzige fließende Gewässer auf Teneriffa sein, das ganzjährig Wasser führt.
Nach einem Unfall im Jahre 2009 war der Zugang zur Schlucht jahrelang gesperrt. Seit Mai 2015 war der Zugang wieder offiziell erlaubt. Durch einen Steinschlag fast am Ende der Strecke verunglückte am 26. Oktober 2015 eine 62-Jährige Deutsche tödlich. Seitdem war die Schlucht eine Zeit lang geschlossen, seit 2016 ist die Schlucht wieder für Wanderer zugänglich. 

## Bildergalerie

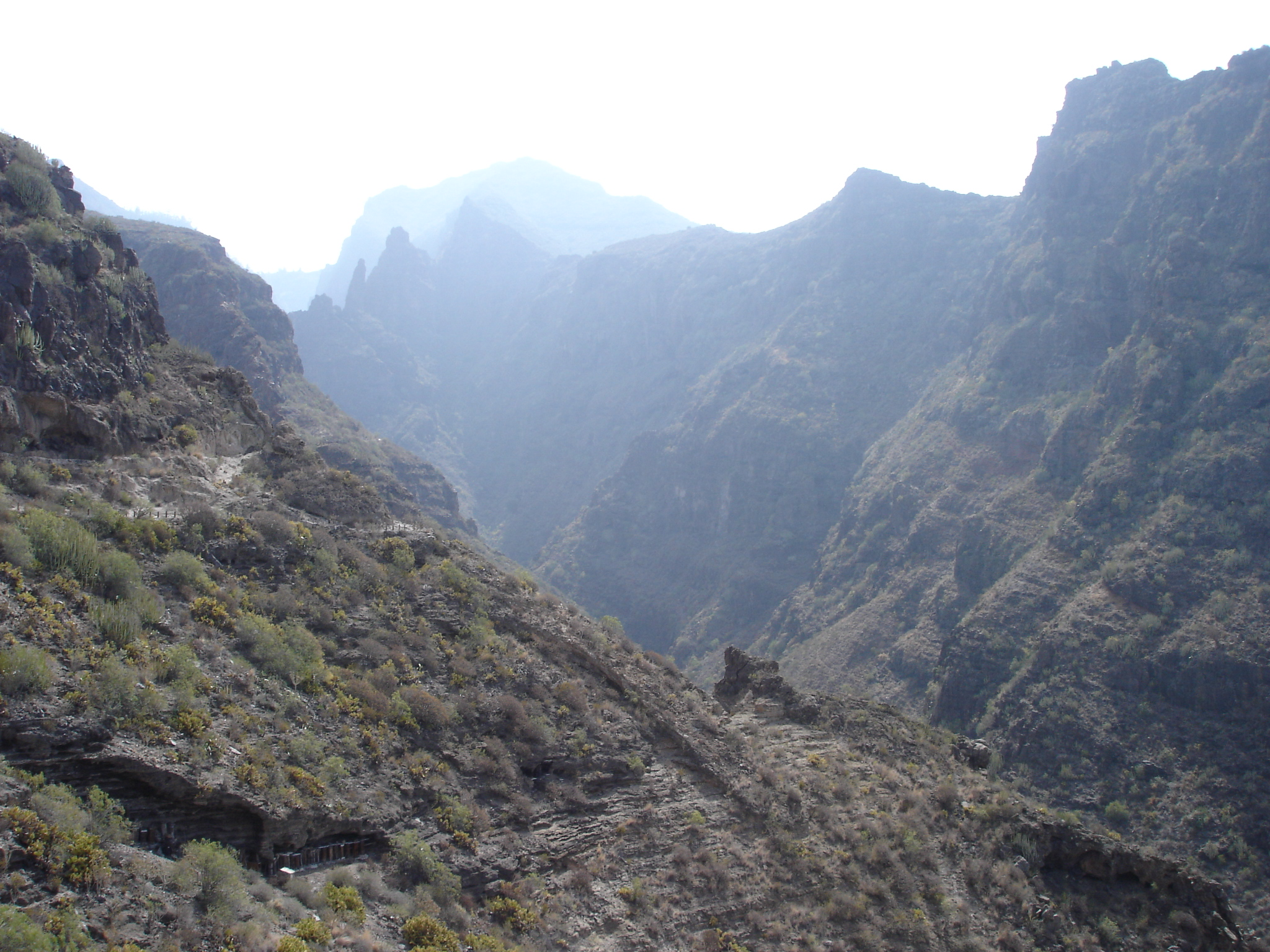
Blick über die Schlucht
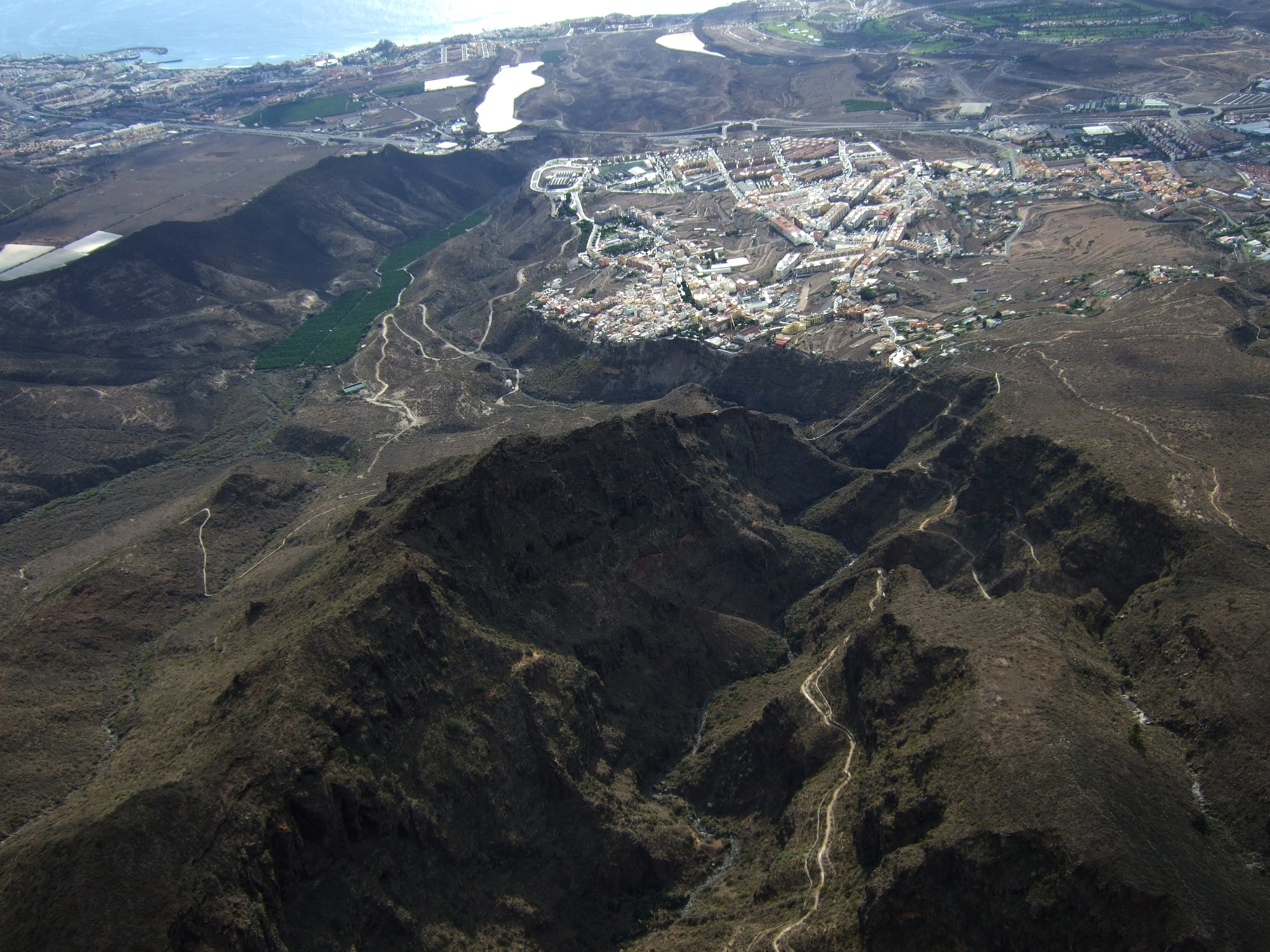
Luftaufnahme des Schluchteingangs
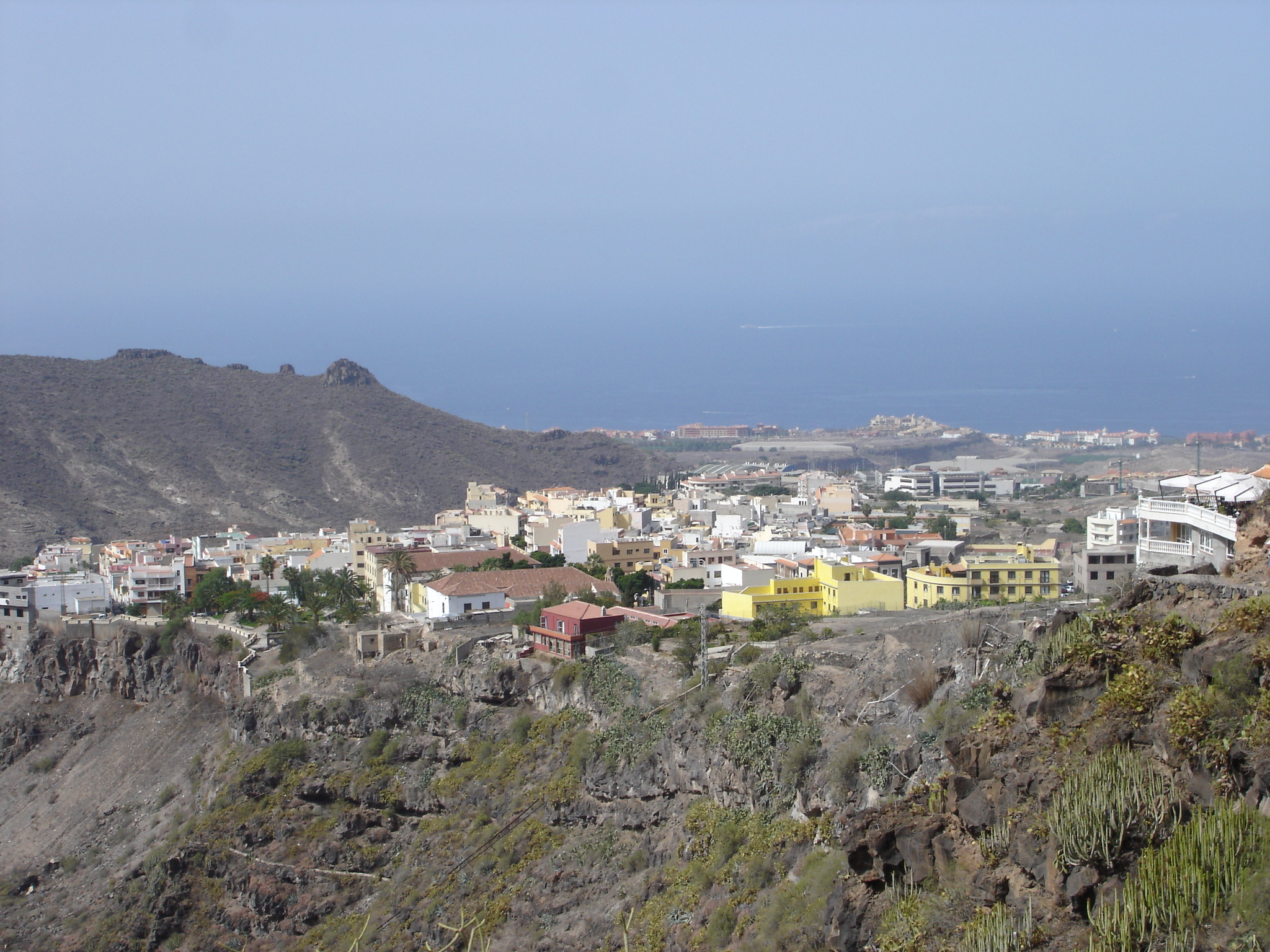
Blick auf Adeje
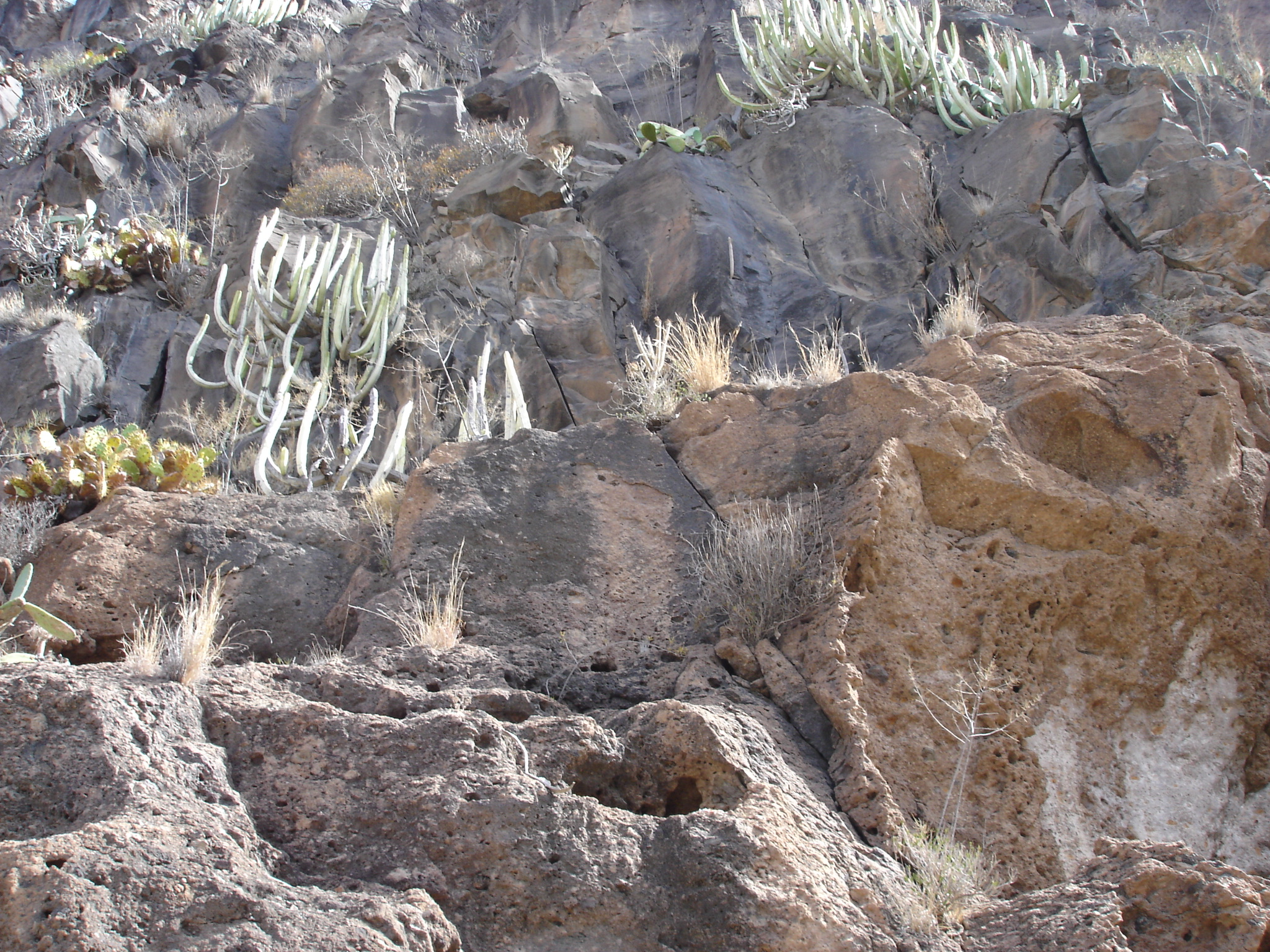
Kakteen auf dem Gestein
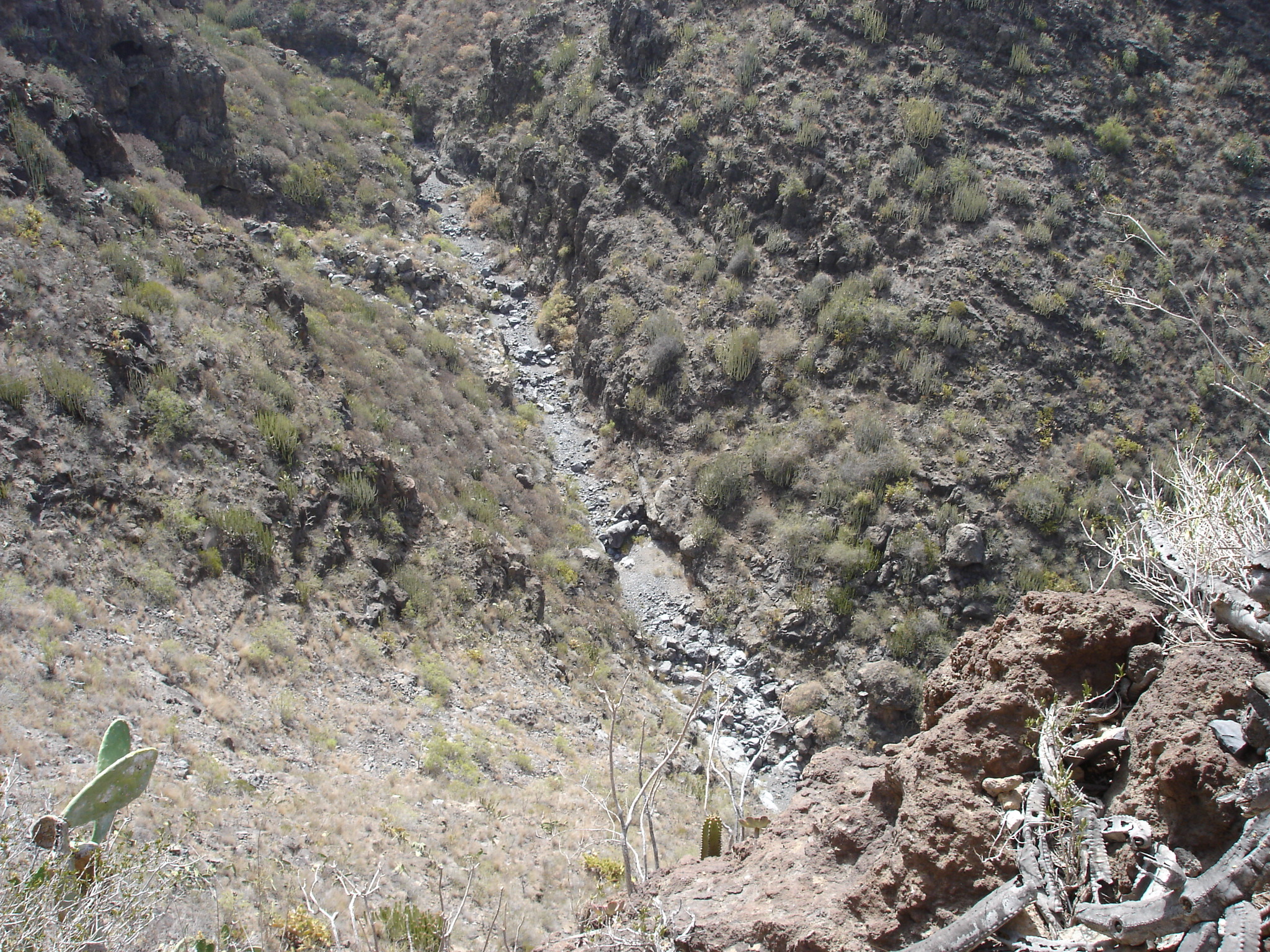
Trockener Bachlauf im Tal
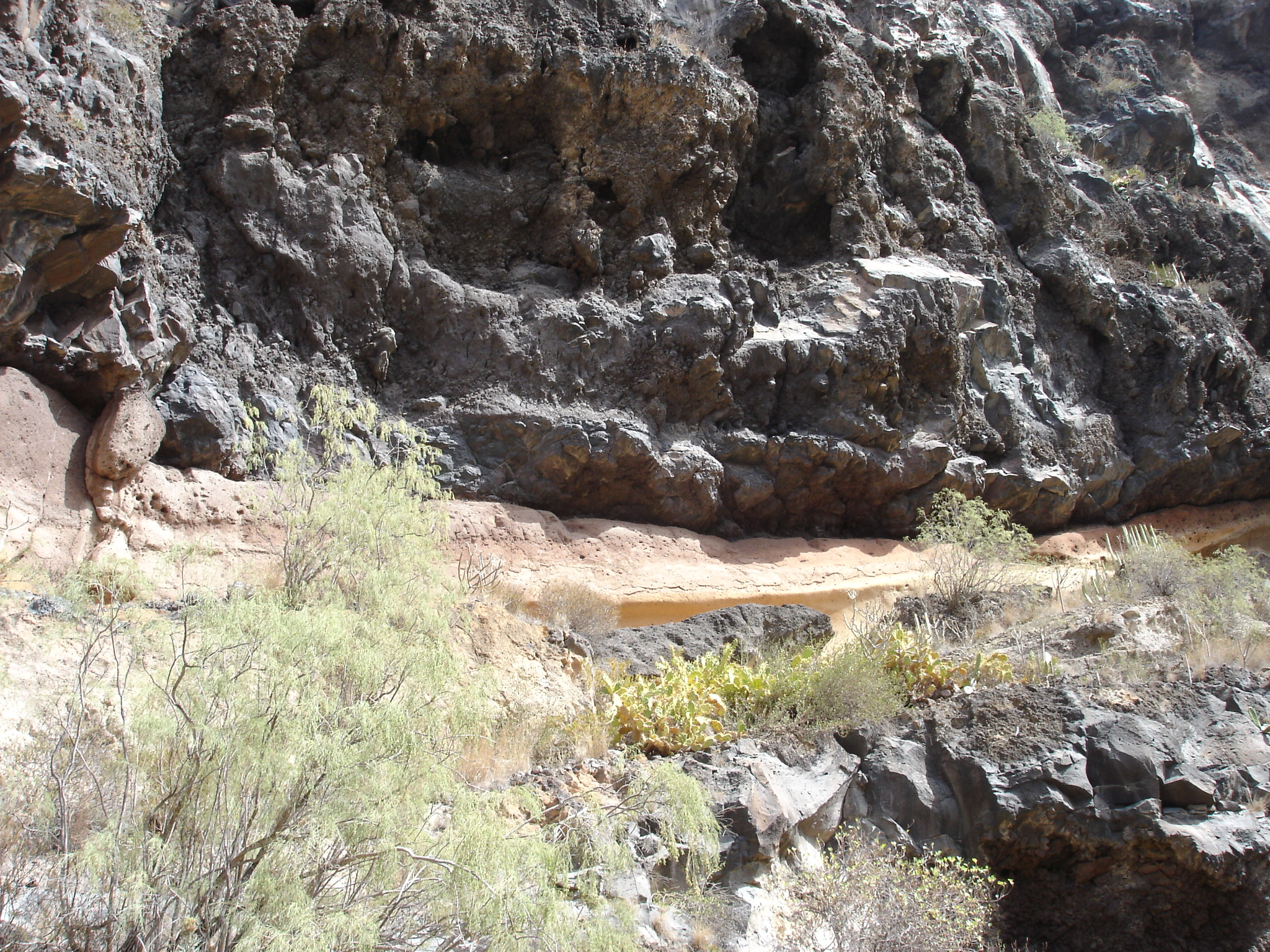
Gesteinsschichten
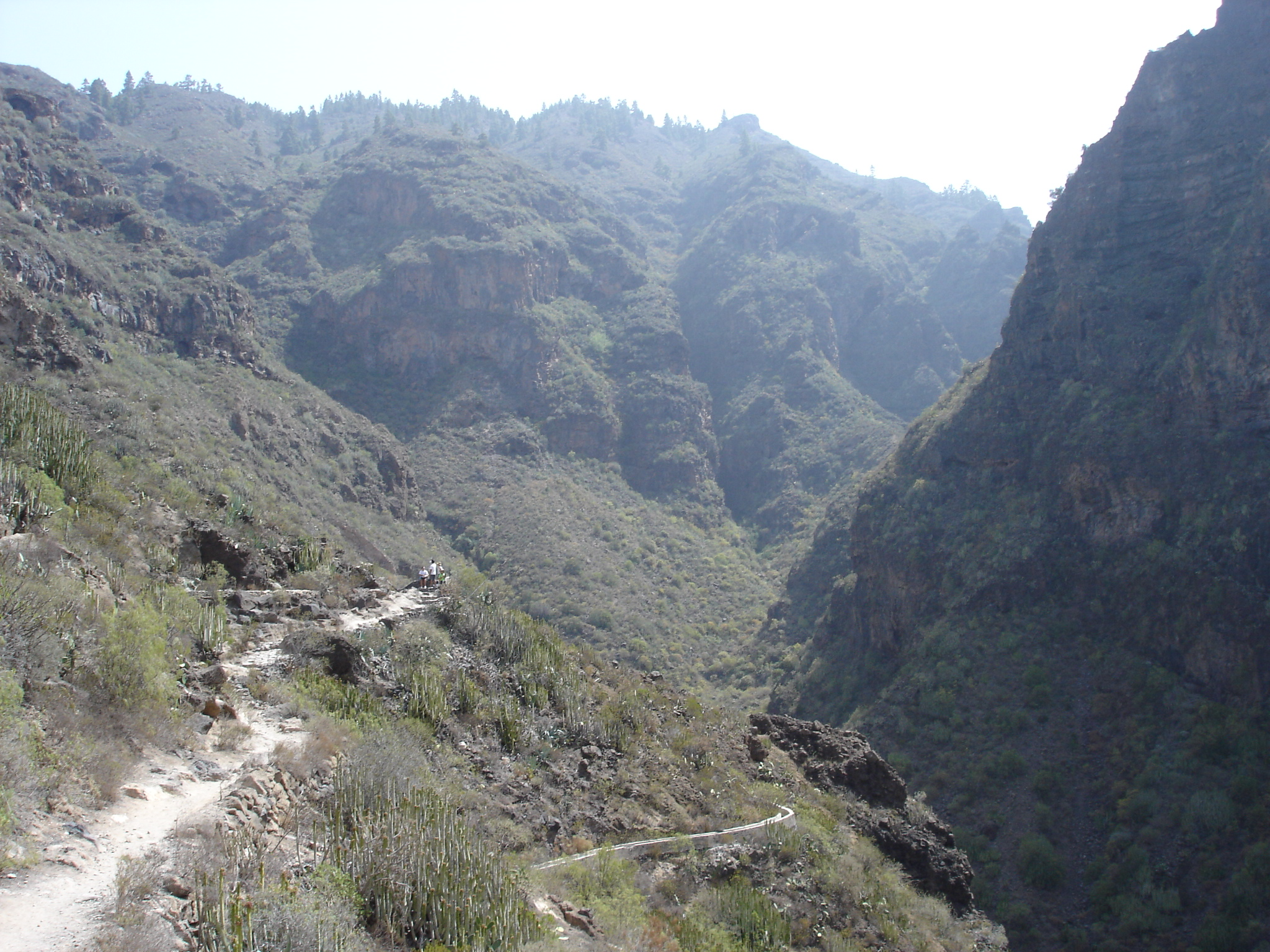
Weiterer Blick, unten rechts ist ein Kanal zum Ablauf des Wasserfall-Wassers zu sehen
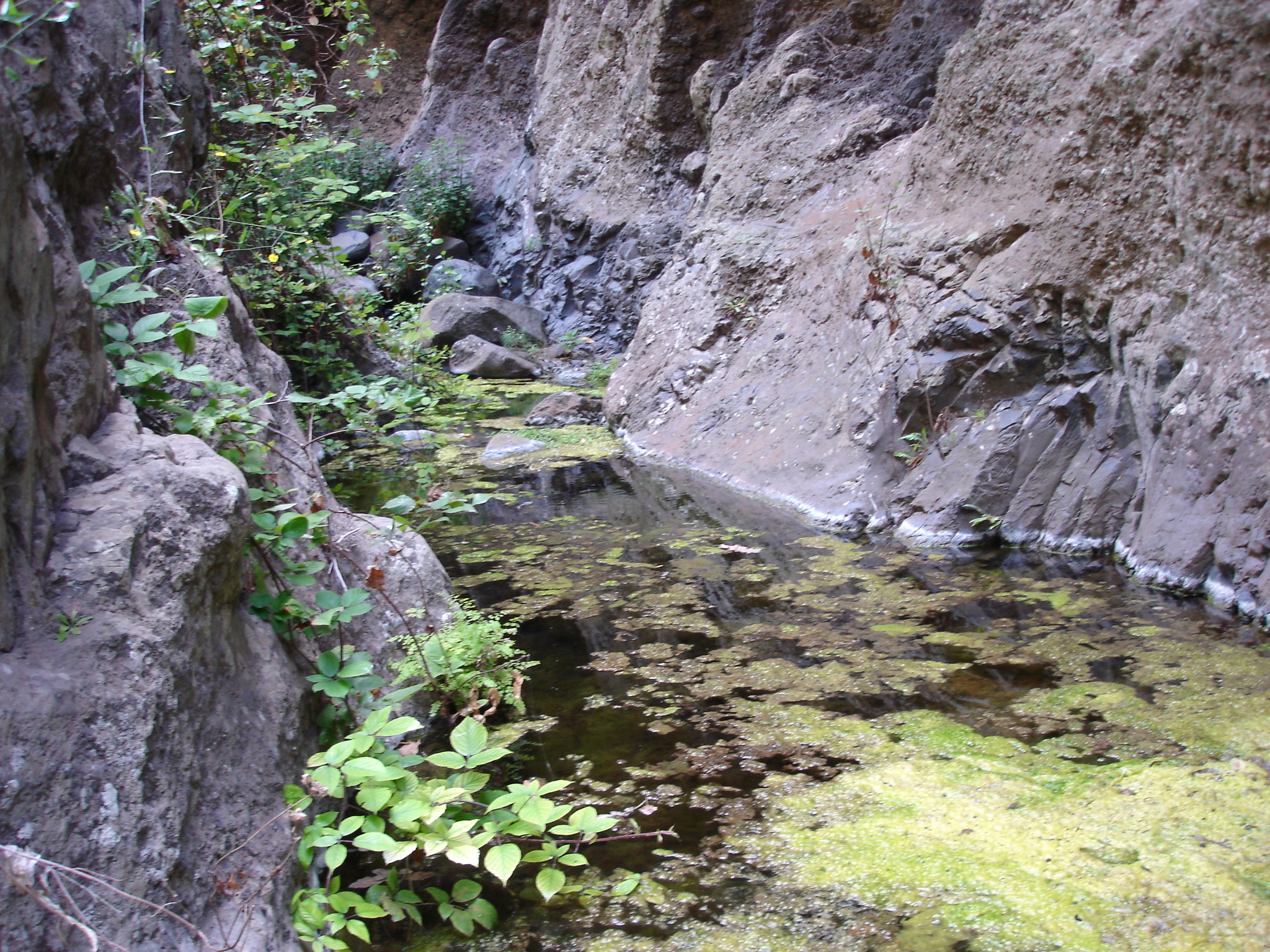
Wasserführender Bach im Tal
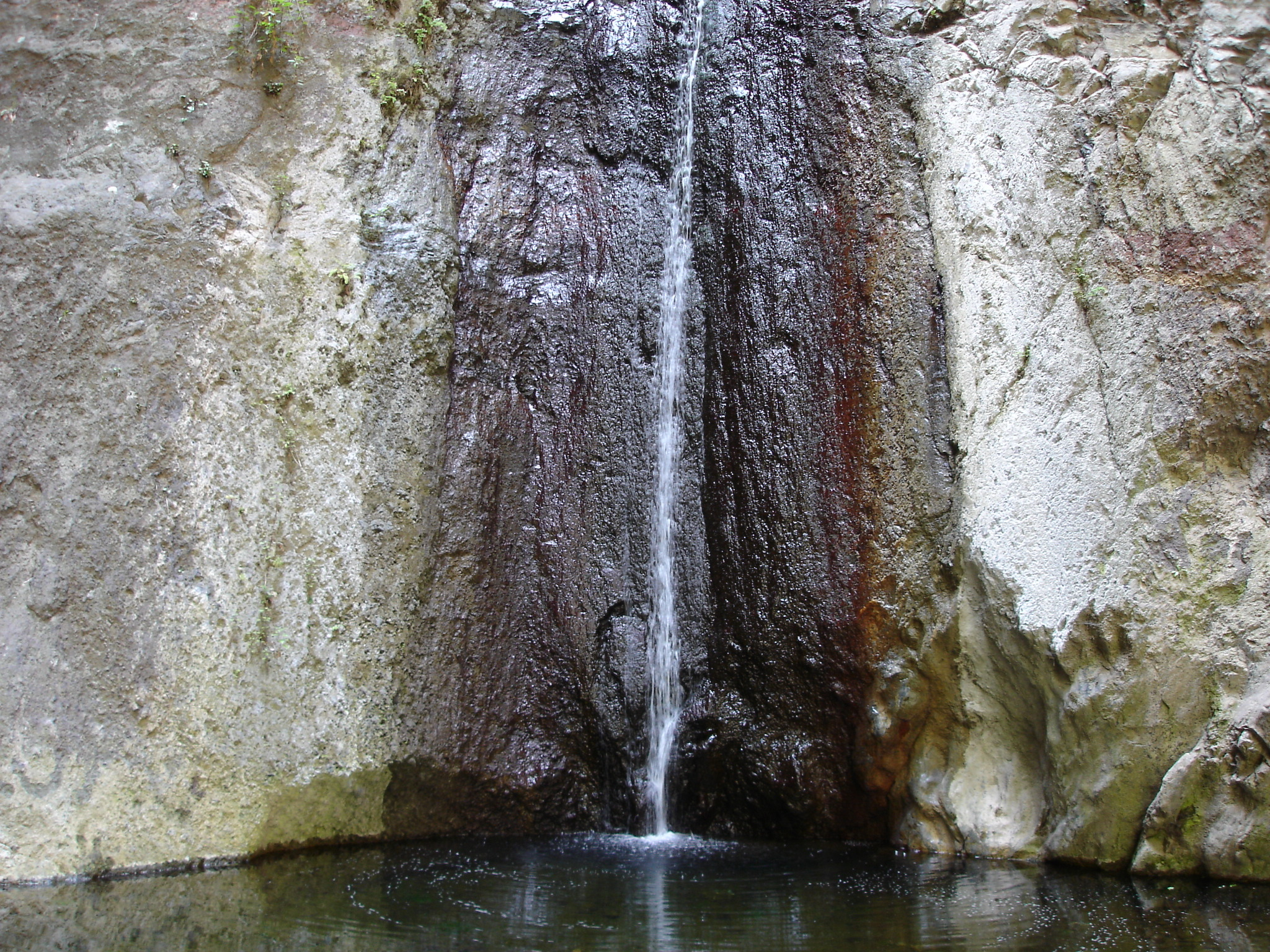
Unterer Teil des Wasserfalls
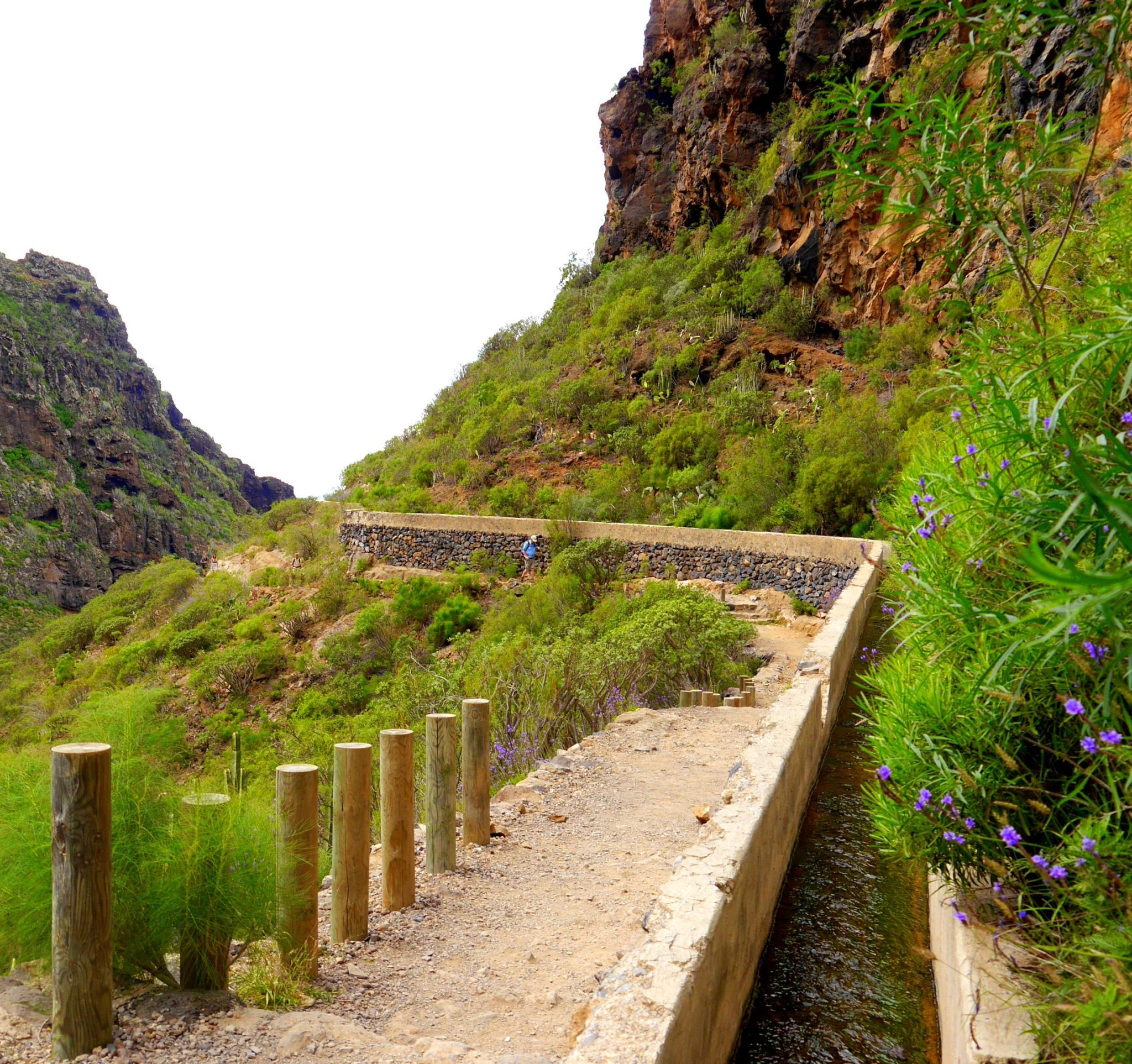
Wanderweg im vorderen Teil
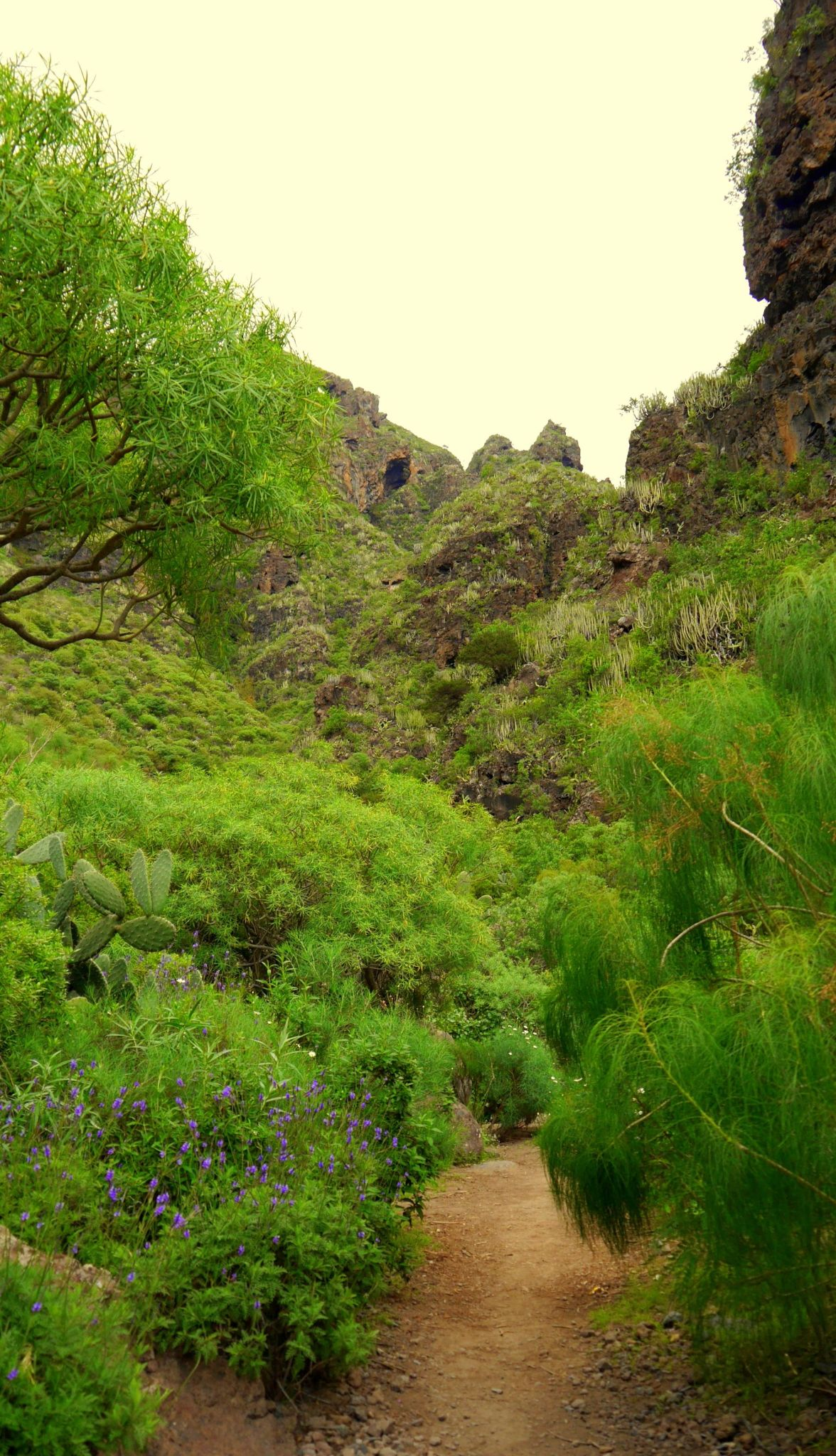
Wanderweg im mittleren Teil
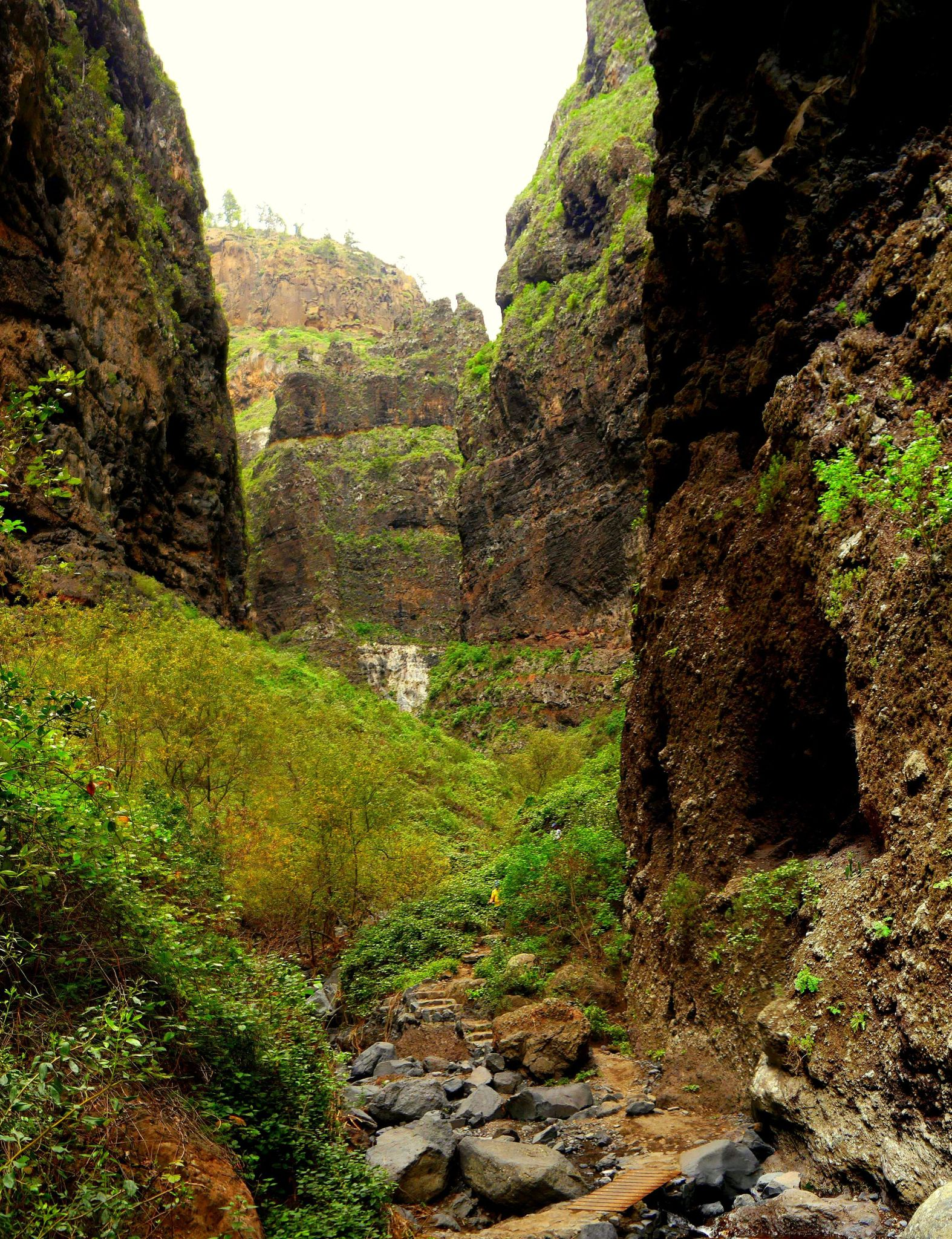
Weg im hinteren Teil, kurz vor dem Wasserfall